# 다이하이드록시벤조산
다이하이드록시벤조산(영어: dihydroxybenzoic acid)은 페놀산의 한 종류이다.
다이하이드록시벤조산은 분자식이 C7H6O4로 동일하며, 다음과 같은 6가지 주요 화합물들이 존재한다.
- 2,3-다이하이드록시벤조산 (2-피로카테츄산 또는 하이포갈산)
- 2,4-다이하이드록시벤조산 (β-레조르실산)
- 2,5-다이하이드록시벤조산 (젠티스산)
- 2,6-다이하이드록시벤조산 (γ-레조르실산)
- 3,4-다이하이드록시벤조산 (프로토카테츄산)
- 3,5-다이하이드록시벤조산 (α-레조르실산)

오르셀린산은 또한 여분의 메틸기를 가지고 있는 다이하이드록시벤조산이다.

## 같이 보기
- 모노하이드록시벤조산
- 트라이하이드록시벤조산

| Disambiguation icon | 이 문서는 명칭이 같은 여러 화합물을 연결하는 색인 문서입니다. |